# 矢野龍
矢野 龍（やの りゅう、1940年11月12日 - ）は、日本の実業家。住友林業代表取締役社長、同社代表取締役会長を経て、同社最高顧問、都市緑化機構会長。元日本木造住宅産業協会会長。

## 人物・経歴
満洲国生まれ。父は第二次世界大戦で戦死し、日本の降伏後母や妹2人と山口県美祢郡に引き揚げ、水車小屋に寝泊まりするなど貧しい生活を送った。山口県立厚狭高等学校を経て、1963年北九州大学（現北九州市立大学）外国語学部米英学科卒業。
大学卒業後は駐在員枠で住友林業に入社し、シアトル出張所で山林の買い付けなどに従事したのち、1988年取締役海外第一部長に昇格。1992年常務取締役。1995年代表取締役専務取締役。
1999年から住友林業代表取締役社長を務め、2010年からは同社代表取締役会長を務めた。この間、2001年から2016年まで第5代日本木造住宅産業協会会長を務めたほか、住宅生産団体連合会副会長、都市緑化機構会長なども歴任した。2011年藍綬褒章受章。2012年ニュージーランドメリット勲章受章。2013年ダイキン工業監査役。2017年財界研究所経営者賞受賞。2018年秋の叙勲で旭日重光章を受章。2020年から住友林業最高顧問。